# Doring
Doring (zm. 18 listopada 1384 we Lwowie) – architekt i budowniczy kościoła ormiańskiego we Lwowie.
Znany również jako Doré, Doringus, Dork. Na temat jego pochodzenia istnieją różne teorie, jedna z nich głosi, że był Włochem z Genui. Projekt kościoła ormiańskiego (obecnie wschodnia część katedry) wskazuje, że znał techniki budowlane włoskie, ormiańskie i bizantyjskie. Władysław Łoziński skłaniał się ku teorii, że Doring był Ślązakiem lub Niemcem, jak większość ówczesnych architektów miejskich. Na temat życia Doringa wiadomo bardzo niewiele, w 1383 sprzedał swój dom, który sąsiadował z posesją Hryhorija Stechera i Petra Chapichema (Czapiszema?). Kupił od Henryka Klemme nowy plac, który znajdował się w pobliżu katedry. Ponieważ rok po jego śmierci na sprzedaż wystawiono tylko część nieruchomości mogło to świadczyć, że był prawdopodobnie żonaty i pozostałą część odziedziczyła wdowa.
Doring był budowniczym katedry ormiańskiej, która powstała w latach 1356-1363. Przypisywany jest mu również projekt pierwszej cerkwi pw. Św. Jura, czemu zaprzeczają badania przeprowadzone przez Tadeusza Mańkowskiego. 